# Дунс Скот
Блаженний Дунс Скот, O.F.M. (лат. Duns Scotus, пр. 1266 — 8 листопада 1308) — шотландський філософ і теолог Високого Середньовіччя, який значно вплинув на католицькі й світські ідеї свого часу. Найбільше він відомий доктриною «одноголосності» буття, поняттям формальної різниці та ідеєю цьогості, атрибуту, що робить будь-що тим, чим воно є. Він розвинув складну систему доказів існування Бога, пропагував ідею непорочного зачаття.

## Життя
Про життя Дунса Скота збереглося мало свідчень. Сучасники звали його Йоганнесом Дунсом, що за звичаями того часу вказувало на його походження з міста Дунс у Шотландії. Сучасною англійською мовою його власне ім'я звучить Джон, а перекладають його за традицією Йоан (Іоан). Дунс Скот був францисканським ченцем. Навчався в Оксфордському університеті, куди переселилася значна францисканська громада після закриття Паризького університету 1230 року.
До 1300–1301 років він залишався в Оксфорді, а з 1302 року почав викладати «Сентенції» Ломбарда в Паризькому університеті. Потім його прогнали з університету через суперечку між Папою Римським Боніфацієм VIII та французьким королем Філіпом Красивим, в якій підтримав Папу. З 1304 року він знову викладав в Паризькому університеті, доки 1307 року його з невідомої причини направили до Кельна, де він помер 8 листопада 1308 року. Похований у францисканській церкві. 20 березня 1993 року за Івана Павла II Дунса Скота було беатифіковано.

## Твори
Найголовнішим твором Дунса Скота були коментарі до «Сентенцій» Петра Ломбарда, в яких він виклав свої основні ідеї. Коментарі існують у кількох варіантах. Класичним вважається варіант на основі лекцій, які він читав в Окфорді, хоча цей варіант не завершений. Два інші варіанти містять конспекти лекцій, прочитаних у Парижі. Твір Ломбарда був основою для дискусій щодо широкого кола філософських та теологічних питань.
У коментарях до Аристотелевого «Органону» Скот розмірковував на суто філософські та логічні теми. Він також написав коментарі до «Метафізики» Аристотеля. Ці коментарі було втрачено впродовж століть і віднайдено тільки нещодавно.

## Метафізика
Дунс Скот вважається реалістом, на противагу номіналістам в дискусії про універсалії. Себто, він визнавав реальне існування абстракцій, а не вважав їх тільки назвами.

### Питання індивідуального
Дунс Скот запропонував поняття цьогості (лат. haecceitas), критикуючи тих, хто надавав надто великого значення загальному і не міг пояснити суті індивідуального. Мішенню його критики був гілеморфізм, себто теорія, що пояснює буття як сукупність матерії та форми, де матерія забезпечує завдяки своїй невизначеності індивідуальність, а форма надає матерії визначеності. Такі ідеї були продовженням метафізики Аристотеля, і їх відстоював, зокрема, домініканець Тома Аквінський. Скот заперечував те, що невизначена матерія може надати чомусь індивідуальності — Сократа робить Сократом його «Сократність». Не потрібно шукати іншої причини індивідуального, крім самої індивідуальності, ніщо інше не може пояснити існування окремого. Для пояснення своєї думки Скот говорить про ангелів, які є нематеріальними, а, отже, чистою формою, однак кожен із них відрізняється від інших.
Поняття цьогості критикував Ляйбніц, який дав індивідуальному епістемологічне, а не онтологічне, як у Скота, пояснення.

### Питання буття
Дунс Скот відстоював думку, що буття єдине, і те, яким чином Бог є, нічим не відрізняється від того, яким чином є будь-що інше.

## Богослов'я
Іван Дунс Скот відомий також як один з найбільших богословів зрілого середньовіччя та видатний представник францисканської філософсько-богословської школи (разом з Бонавентурою та Роджером Беконом). Одним із питань, які розглядав Дунс Скот, було непорочне зачаття Діви Марії. Саме вчення філософа стало основою для майбутньої богословської концепції непорочного зачаття, що була затверджена остаточно як догма Католицької церкви буллою папи Пія ІХ Ineffabilis Deus 1854 року. Згідно із Дунсом Скотом позаяк Ісус Христос як досконала людина, незаплямована гріхом, не міг народитися від грішної жінки, Бог звільнив Діву Марію за своєю волею від гріха як виняток — це вчення про praeredemptio (наперед-спасіння), що випливало загалом від давньої традиції Церкви, особливо на Заході.
Стосовно питань віри, Дунс Скот вважав, що оскільки людина не може розумом пізнати Божу волю, вона може тільки повірити у Боже об'явлення, яке є викладене в Біблії. Для того, щоби людина отримала істинне об'явлення, була встановлена Церква, завданням якої є передавати кожному істинне об'явлення Бога.
Іншим важливим богословським питанням у спадщині Дунса Скота була причина Христового воплочення. Дунс Скот категорично заперечував вчення про felix culpa («щасливу провину»), але стверджував натомість, що Христос воплотився і став чоловіком з великої любові до людства, а не через гріх.
Одним із найважливіших сотеріологічних питань, які піднімав Дунс Скот, було питання благодаті. На думку філософа, дар благодаті полягає у тому, що Бог дарує людині здатність любити, незалежно від її заслуг чи добрих діл. Завданням людини є розвинути дарований Богом задаток любові. Така позиція є близькою до пелагіанства. Втім вона вкоренилася у францисканській школі.

## Вшанування пам'яті
Першим офіційний документом церкви, присвяченим Івану Дунсу Скоту був апостольський лист Alma parens Папи Павла VI від 14 липня 1966 року (з нагоди 700-ліття від народження). Лист визнає його за найбільш виразного представника францисканської школи, а саму школу зараховує до всесвітнього надбання
Ф. Пельстер, один з відомих скотистів XX століття є переконаним, що Скот промовляє також до сучасних філософів і богословів.
М. Гайдегер вважав Івана Дунса Скота мислителем майбутнього.